# Hot Boyz
Hot Boyz (br: Hot Boyz: Reação Explosiva)  é um filme estadunidense de 2000 escrito e dirigido por Master P.

## Sinopse
Para salvar sua garota, acusada injustamente de assassinato, aprendiz de lutador de artes marciais se liga a detetive. A trama que incriminou a garota deriva em outra, que inclui guerra sangrenta entre gangues.

## Elenco
- Gary Busey...Tully
- Silkk Tha Shocker...Kool (Silkk the Shocker)
- Jeff Speakman...Master Keaton
- Snoop Dogg ... C-Dawg
- Master P...Moe
- C. Thomas Howell...Officer Roberts